# Pan Pacific International

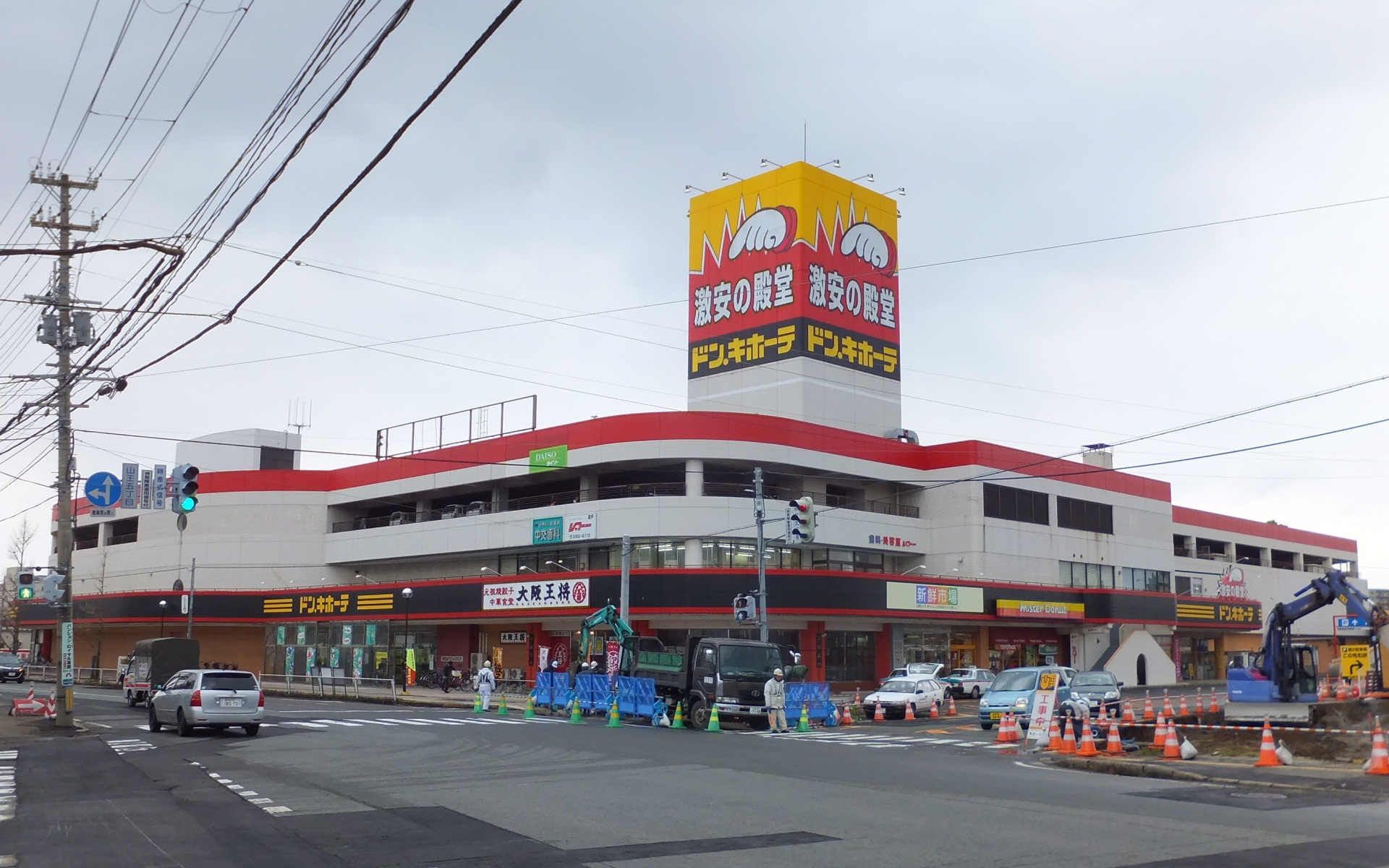
Don. Quijote Akita (im Chukyo Holiday Square, Asahikita Nishiki-cho, Akita City, Präfektur Akita).

Die Pan Pacific International Holdings Corp. ist eine 1980 von Takao Yasuda gegründete japanische Holding, die im Einzelhandel mit elektrischen Haushaltsgerätsgeräten, verschiedenen Haushaltswaren, Lebensmitteln, Uhren und Modeartikeln tätig ist. Der Unternehmenssitz befindet sich in Meguro, Präfektur Tokio. Ursprünglich als Don Quijote gegründet, firmierte die Holding 2019 in Pan Pacific um. 2019 wurden rund 700 Filialen in Japan, Singapur, Hong Kong, Thailand, Vietnam und den USA betrieben.
Zu den wichtigsten Tochtergesellschaften gehören: Don Quijote, Uny Co., Ltd., Nagasakiya Co., Ltd. und Gelson's Markets, welche 2021 mit 27 Supermärkten in Kalifornien erworben wurden.
Das Stammkapital betrug 2022 23,217 Millionen ¥ und es wurden 16,912 Mitarbeiter beschäftigt.
Aktueller CEO (Stand 12/2023) ist Naoki Yasuda, der Sohn des Unternehmensgründers.